# Luca Sartori
Luca Sartori (Terracina, 19 de julio de 1971) es un deportista italiano que compitió en remo.
Ganó una medalla de oro en el Campeonato Mundial de Remo de 1995, en la prueba de dos con timonel. Participó en los Juegos Olímpicos de Barcelona 1992, ocupando el octavo lugar en la prueba de cuatro sin timonel.

## Palmarés internacional
| Campeonato Mundial | Campeonato Mundial  | Campeonato Mundial | Campeonato Mundial |
| Año                | Lugar               | Medalla            | Prueba             |
| ------------------ | ------------------- | ------------------ | ------------------ |
| 1995               | Tampere (Finlandia) | Medalla de oro     | Dos con timonel    |